# Jordi Barre
Jordi Barre (Argelers, Rosselló, 7 d'abril del 1920 - Pontellà, 16 de febrer del 2011) fou un cantant nord-català i un dels cantautors més emblemàtics (juntament amb Pere Figueres i Joan Pau Giné) de la Nova Cançó a Catalunya del Nord. Estudià al conservatori de Perpinyà i actuà en formacions simfòniques i de música lleugera amb una orquestra pròpia. Des del 1963 interpretà i enregistrà sempre en català.
Lligat a la Nova Cançó, se'l considerà l'introductor d'aquest moviment a la Catalunya del Nord. Va escriure més de 250 cançons, va publicar una vintena de discos, va actuar arreu dels Països Catalans i de l'Estat francès, i va fer concerts fins i tot al Japó. Va cantar a la televisió francesa i a TV3. El seu repertori incloïa poemes d'autors catalans (com ara Joan Tocabens, Coleta Planas, Joan Amade, Joan Cayrol, Jordi Pere Cerdà, Jaume Queralt, Nicole Chanton, Lluís Andreu, Joan Pere Lacombe Massot, Andreu Barrere, Joan Bosc, Roger Camprodon, Joan Salvat-Papasseit, Josep Carner i Joan Maragall) i textos propis, comèdia musical, cançó infantil i tradicional, i peces simfòniques.
El 1982 li fou lliurat el Disc d'Or. Va rebre altres guardons com el premi Joan Blanca a favor de la defensa del català el 1999, la Creu de Sant Jordi el 1992 i l'Orde Nacional del Mèrit francès.
EL 6 de juny del 2013, la localitat cerdana de Font-romeu fou el primer municipi a dedicar un carrer al seu nom, mentre el municipi de Paçà estudiava la possibilitat per a fer-ho en breu. Té també dedicada la sala municipal de Pollestres.
És enterrat en el petit cementiri annex a l'església parroquial de Sant Sadurní de Montoriol d'Avall, del terme de Montoriol, als Aspres.

## Recorregut musical

### Jazz & l’Orquestra Georges Barre
El 1941, Georges Barre té vint anys, gràcies al seu amic Uteza que era Músic de la Flota i Oficial de la Marina, decideix estudiar contrabaix per unir-se també als Músics de la Flota. Per culpa de la guerra, no pot passar l'examen d'accés al Conservatori de París, per tant passa l'examen dels Músics de la Flota. Ho aconsegueix i integra la caserna de Toló. El mateix vespre, comparteix amb els seus pares la seva angoixa i decideix tornar a Perpinyà.
El 17 de març de 1941 se’n va a Castèlgelós per al seu servei militar. Allà passa l'examen d’admissió a la Música Nacional dels Chantiers de jeunesse, aprova amb bona nota i va a Chastel Guion durant un any. Es dedica moltíssim a la música i el 1942 crea una orquestra de jazz que dirigeix. Durant la guerra, Georges Barre s'amaga per no anar al front.
El 1944, Georges Barre torna a Perpinyà, retroba el seu treball de tipògraf i es dedica a la música, més particularment al Jazz. Toca sobretot amb Aimé Guillaumon, que aleshores es produeix al Gran Cafè del Castellet, així com amb Jo Farriol, un saxofonista d’alt nivell. Les Jam Sessions al Cafè del Castellet es multipliquen i el jazz es propaga molt ràpidament, hi ha una escola oberta al Foyer Léo-Lagrange. Durant un concert de l’orquestra Aimé Guillaumon en què Georges Barre és contrabaixista, Joseph Reinhardt, un reconegut guitarrista de Jazz manouche, queda impressionat per la seva performance. Li proposa integrar la seva orquestra i, després d’una prova reeixida, accepta. Comença llavors un període musicalment carregat per Georges Barre, el ritme de vida abrasiu dels jazzistes que actuen diàriament a la Loggia (Cafè de França) i el seu treball com a tipògraf omplen els seus dies. En 1945 l’orquestra va obtenir un contracte per Algèria, però Georges Barre no pot deixar la seva família i la seva professió. Els músics segueixen camins diferents i Joseph Reinhardt torna a París.
El 1946, Georges Barre decideix formar la seva pròpia orquestra de jazz que imposarà el seu estil a la regió durant més de vint anys. L’orquestra Georges Barre té un gran èxit, motivat pel desig de superar-se. Georges Barre treballa molt en els arranjaments de les peces i les representacions escèniques. La seva orquestra és reconeguda per ser l’única de la regió a actuar sense interrupcions i, la destresa escènica dels músics juntament amb les cançons balladores, sedueixen el públic.

### Nova Cançó: de Georges Barre a Jordi Barre

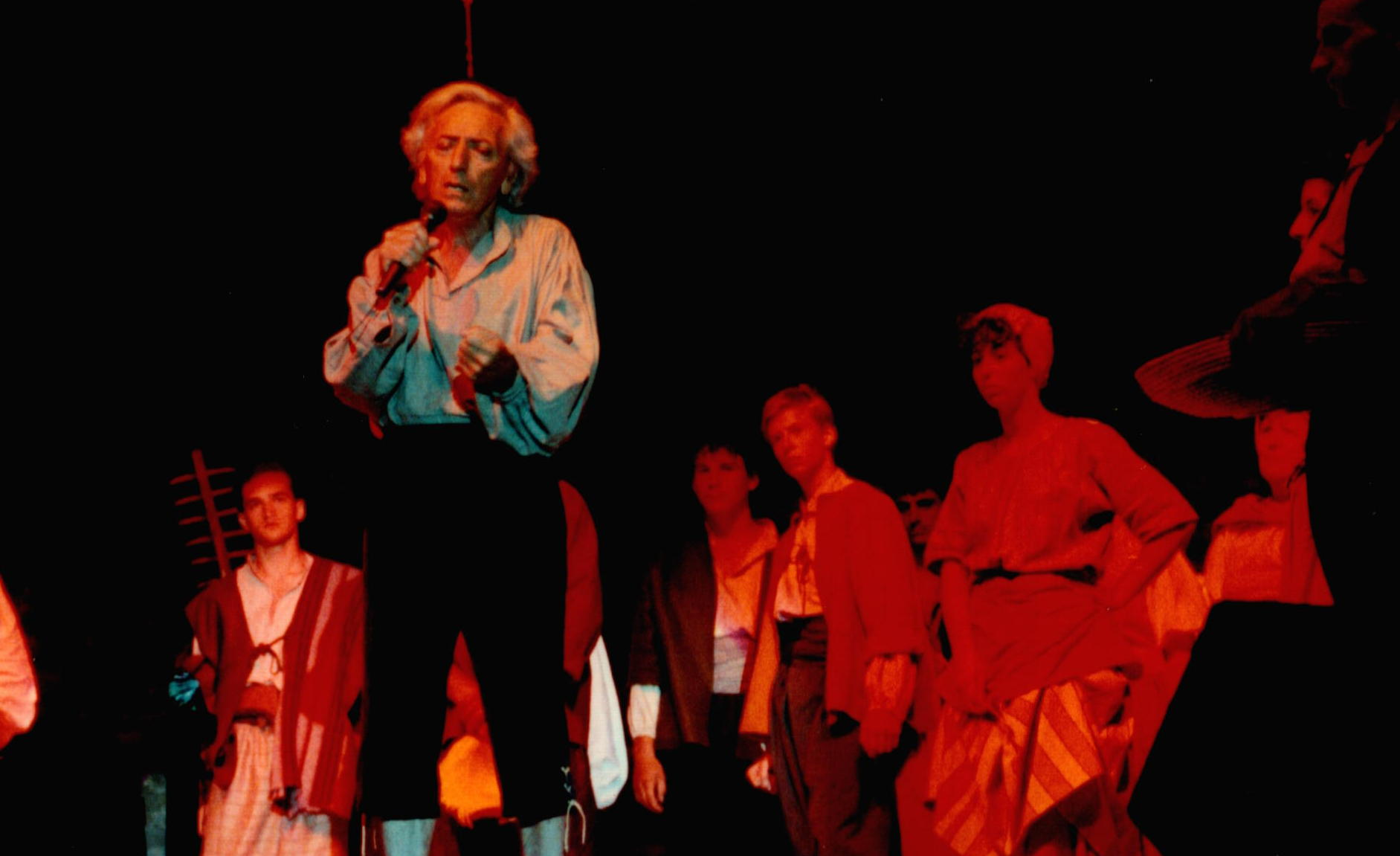
Jordi Barre durant el musical "Els Angelets de la Terra"

És un encontre, el 1959, que porta Georges Barre al català. Si amb la seva orquestra, col·labora a vegades amb grups que fan viure la llengua i la tradició catalanes a la Catalunya del Nord, és l'escriptor Esteve Albert i Corp que el motiva a dedicar-se únicament a la llengua catalana. El primer gran projecte de Georges al voltant del català, acompanyat per l’Esteve Albert, és el muntatge d’una obra amb el grup Pirène d'Elna (Rosselló). Poc després, és el mateix escriptor que integra Georges al Fanal Sant Vicens (grup artístic perpinyanès que defensa la cultura catalana mitjançant el teatre i el cant). A l’inici dels anys 1960, realitza moltes estades a la Catalunya del Sud, ben sovint a la capital, Barcelona, i participa a diversos concursos i festivals. És l’època importantíssima del moviment reivindicatiu de la Nova Cançó i Georges es relaciona amb joves cantants com Raimon del País Valencià. De fet, és durant aquest període que coneix un gran èxit davant del públic barceloní i dels catalans del Principat. El 1964, en el marc de les festes de la Mercè, hom li lliura la Medalla de la Ciutat de Barcelona i, «de 1963 a 1965, Barre és un dels cantautors més escoltats i venuts a Catalunya». És al final de la dècada del 1960 que Georges Barre esdevé finalment Jordi Barre, i això gràcies a la dona per qui s'ha enamorat, la Danièle Rouzaud. Amb ella, entén que el català és la llengua amb la qual s'ha d’expressar artísticament i que ha arribat el temps d’interessar-se gairebé exclusivament a les especificitats i a la realitat de la Catalunya del Nord.

### Barre i els autors nord-catalans

#### Jordi Pere Cerdà
El poeta nord-català Jordi Pere Cerdà participa molt en l'escriptura dels textos cantats per Jordi Barre al Fanal Sant-Vicens. Col·labora amb Jordi Barre des dels anys seixanta i fins a principis dels 2000 amb la cantata O Món. Escriu el text d’O Món, que Jordi Barre musicarà anys després. Mor l’any 2011, el mateix any que Jordi Barre. Alguns textos de Jordi Pere Cerdà que Jordi Barre ha musicat: Tu Tens, Adiu, Canta Perpinyà, El meu país, Soc un mariner.

#### Joan Cayrol
Entre 1975 i 1980, Jordi Barre i Joan Cayrol treballen junts en textos d’aquest darrer, dos artistes en plena comunió. Aquests dos amics treballen en tàndem al Fanal, però també al grup Pa amb Oli. Joan Cayrol mor l’any 1981, deixant enrere un amic totalment trasbalsat que decideix musicar el darrer text que li va donar abans de marxar: Tant com me quedarà.
Torna a venir Vicens, Parlem Català, Jo soc de Perpinyà, Deixeu-me el temps, Toquen les hores, La nit on vam fugir són sens dubte les cançons més importants escrites per Joan Cayrol.
Tot i les ganes de continuar, en el grup Pa amb Oli les diferències apareixen i el grup es dissol poc a poc fins a desaparèixer completament el febrer de 1982. Després de dues noves formacions i dues pauses d’uns mesos, Jordi Barre torna a pujar a l'escenari i així comença un nou capítol de la seva vida.

#### Joan Tocabens
És quan col·labora amb Jordi Pere Cerdà que Jordi Barre i el poeta Joan Tocabens es coneixen a principis dels anys 80. És el 1988 que Jordi Barre comença a cantar els textos de Joan Tocabens; alguns el consideren massa intel·lectual comparat als altres, però la seva col·laboració florirà a finals dels anys 80. Com els seus predecessors, Joan Tocabens no és un habitant de la ciutat, parla sobretot de la natura, de les muntanyes, les flors, l’aigua, etc. L'encontre amb Joan Tocabens mostra a Jordi Barre una altra faceta de la música: la pedagogia. Joan Tocabens i Joan-Pere Lacombe-Massot són a l’origen dels frescos històrico-músico-teatrals en català: Els Angelets de la Terra i la trilogia sobre el reialme de Mallorca Els Reis de Mallorca. Joan Tocabens, també professor, li obra la porta a noves experiències i és durant unes pràctiques a Mosset amb joves alumnes de Perpinyà i Canet-Platja que neix La cançoneta Blava. Llavors compleix el somni d’un avi: cantar per a nens amb cor i un cor infantil. El 30 d'abril de 2001 dirigeix un cor infantil de tres-centes veus durant una actuació al Palau dels Congressos de Perpinyà. Renova aquestes experiències moltes vegades amb escoles catalanes entre d'altres. L’any 1991 enregistra el conte Lliure com el vent on deixa cantar els joves alumnes. El 2011, segueix el conte Llibertat i també Vall Misteriosa cantat pels alumnes de les escoles Jean-Clerc i Jean-Petit de Prada. Els tres contes es recopilen en un CD. A la mateixa època, a finals dels anys vuitanta, Jordi Barre entra en contacte amb Joan-Pere Lacombe-Massot, el qual es converteix en el seu director artístic. Tanmateix, Joan-Pere no inventa pas Jordi Barre, que aleshores té 67 anys i té el seu propi estil. Tot i això, l’ajuda a produir espectacles, a enregistrar àlbums i a promocionar-ho tot. També l’impulsarà a provar coses noves i a renovar-se.
Amb la Força de Amor, Porta ben alt, Una revolta dins el ventre, Pastor, La campana sona són algunes de les cançons escrites per Joan Tocabens per a Jordi Barre.
Jordi Barre també posa en música molts textos d’autors nord-catalans com Joan Amade i Josep Sebastià Pons, però també autors del sud de l’Albera com Josep Carner, Joan Maragall o Joan Salvat Papasseit.

### Les corals i conjunts musicals

#### El Fanal Sant Vicens de Perpinyà
Georges Barre s'uneix doncs al Fanal Sant Vicens de Perpinyà el 1962. El Fanal aplega compositors, poetes, cantants, comediants, músics, coreògrafs, etc., tots amateurs però amb ganes de perpetuar la tradició i donar vida al folklore rossellonès. Intimidat al principi per aqueixa burgesia perpinyanesa, està tanmateix content d’implicar-s'hi. Les seves competències musicals així com la seva reputació faciliten la seva integració. «Al Fanal Sant Vicens, Georges Barre arrela cada cop més amb la tradició, hereu inconscient de Joan Amade». És també al Fanal que coneix els qui esdevindran els seus lletristes, el poeta Jordi Pere Cerdà (Antoni Cayrol), o encara l’Amic Vicenç, el carnisser d'Espirà de l’Aglí, Joan Cayrol. Després de diverses emissions de la cançó Toquen les hores a les ones de France Culture el 1976, Jordi Barre demana al grup més exigència, més rigor, per tal d’assolir un nivell superior. Està convençut que això pagarà la pena, i a la fi del mateix any, el Fanal i Jordi Barre participen al programa Les Musiciens du Soir. És un triomf, tota França els veu a la televisió i sent la «llengua del país». Solange i Philippe Bauby, creadors i animadors del Fanal Sant Vicens, decideixen aleshores gravar un disc de 10 cançons, de les quals 8 són en català. Dos anys més tard, al Théâtre de l’Atelier de París, davant de molts nord-catalans però també de representants del Sud, és la gran ovació. Jordi Barre esdevé en aquell moment quelcom més que un simple cantant nord-català.

#### El grup Pa Amb Oli
El 1978, crea al costat del Fanal amb alguns dels seus components, el grup Pa Amb Oli, format per dotze artistes, entre els quals hi ha l'Albert Bueno i Germinal Monge. Aquest nucli més petit permet alhora treballar més sovint i adquirir ràpidament unes bases sòlides. «Pa Amb Oli des del seu primer recital parisenc, el 1979, al Théâtre d'Issy-les-Moulineaux, és classificat al mateix nivell que nombrosos grups parisencs de llavors». Pa Amb Oli, fins a la seva dissolució l’any 1983, es produeix realment a tot arreu, les dates dels espectacles es succeeixen a totes les comarques nord-catalanes El 1982, Jordi Barre rep fins i tot per part de la SACEM, un Disc d’Or. Més de 50.000 exemplars del seu tercer disc es venen, i això només a la Catalunya del Nord. Un any més tard, per a Pa Amb Oli com per a Jordi Barre, és la consagració, s'anuncia un recital a l'Olympia. Molts nord-catalans fan el viatge expressament per escoltar el cantant i el grup durant més de dues hores. És la conquesta de la capital francesa pels rossellonesos. «1.800 catalans, ahir, a l’Olympia per amor al país i al Migdia» es pot llegir el 17 d’abril de 1983 al diari Midi Libre. «El faristol exposat amb els colors de Catalunya [...], una reivindicació cultural i un testimoniatge públic d’existència» escriu Henry-Jean Servat. Aquest concert de Pa Amb Oli a l’Olympia amb Jordi Barre com a estrella, recorda a França i a París l'existència de la Catalunya del Nord i del poble català.

#### L'Estudiantina d'Illa
Jordi Barre dirigeix també des de mitjan anys 80 i fins al final de la seva vida, la coral l’Estudiantina d'Illa (Riberal, Rosselló). «Al mes de novembre de 1999, participa a un altre homenatge, que el poble d’Illa ret a Lucien Castillo, l’ànima de la coral l’Estudiantina».

### Els frescos històrico-músico-teatrals

#### Els Angelets de la Terra
Jordi Barre, nostàlgic de l’època de Pyrène amb Esteve Albert, té en ment fer un espectacle musical sobre esdeveniments històrics que han marcat profundament la història nord-catalana. Pensa molt ràpidament en els Angelets de la terra, i Joan Tocabens accepta el repte escrivint no només les lletres de les cançons, sinó també els diàlegs de l’obra. Aquest projecte surt a la llum l'estiu de 1989, amb la complicitat de Joan-Pere Lacombe Massot, el director de teatre, que no dubta ni un segon a canviar els costums dels comediants per tal de passar de l’amateurisme a un cert professionalisme. Alguns d’ells, procedent d'altres grups culturals catalans, venen a donar un cop de mà. Tothom treballa, assaja intensament, s'implica al 200%. Jordi Barre canta doncs «amb força la revolta dels Angelets, la Guerra de la Sal, la resistència del Vallespir i del Conflent a la integració a França, conseqüències del tractat dels Pirineus de 1659». Posa música i interpreta 11 textos escrits per Joan Tocabens. És un cop més un veritable èxit, i això a cadascuna de les sis representacions a tot arreu del departament. Un espectacle itinerant que comença evidentment a Prats de Molló, allà mateix on té lloc una part de l’aventura dels Angelets, passa després per Tuïr, Vilafranca de Conflent, Cotlliure, Argelers o encara el Palau dels Reis de Mallorca a Perpinyà. Una única representació té lloc de l’altra banda dels Pirineus, a Olot. Són prop de 10.000 espectadors que venen a descobrir o redescobrir aquest episodi de la història nord-catalana. Tot i això, algunes persones apassionades de la història critiquen negativament aquest espectacle perquè no entenen que assisteixen simplement a una ficció amb una trama històrica.

#### La trilogia Els Reis de Mallorca
Després d’aquest gran reeiximent amb els Angelets, es comenten altres idees de frescos històrico-músico-teatrals, i finalment es determina fer quelcom sobre el reialme de Mallorca. Joan-Pere Lacombe Massot vol el Palau dels Reis de Mallorca com a teló de fons. Així és, ja que «Lacombe, Tocabens i Barre s'instal·len al palau durant tres estius 1991, 1992, 1993». Molts comediants dels Angelets es neguen a participar-hi, són substituïts per altres artistes molt populars de l'escena local. Es decideix que aquest espectacle es farà tant en català com en francès, així s'adopta la carta del bilingüisme. Aquest fresc és també el primer projecte musical que reuneix el director del Conservatori de Perpinyà, Daniel Tosi, i el líder del Fanal Sant Vicens de Perpinyà, Jordi Barre. Els Reis de Mallorca és una trilogia, un fresc en tres episodis. Dues hores d’espectacle amb Jordi Barre i més de 150 participants (comediants, músics, ballarins, figurants). Una alba de sang i d’or és el primer episodi i ens parla de la vida trepidant de Jaume 1er el Conqueridor. «Quatre representacions tenen lloc en francès i dues en català (agost de 1991)». L'espasa de discòrdia ofereix durant sis representacions en francès i tres en català (agost de 1992), un màxim d’aventures i accions que exposen el combat entre Jaume II de Mallorca i Pere III d’Aragó, ambdós fills de Jaume 1er el Conqueridor. Després d’algunes incerteses, la tercera i darrera part dels Reis de Mallorca, El ceptre romput és interpretat quatre vegades en francès i una vegada en català. Descriu el final inevitable del reialme de Mallorca, i al mateix temps el final del títol de capital per a la vila de Perpinyà. L'escenografia està a l’altura de l'esdeveniment tràgic i greu. Jordi Barre interpreta un total de 18 cançons escrites per Joan Tocabens i compon ell mateix la música. Des d’aleshores, «el temps dels frescos històrics s'ha acabat», cosa que després Jordi Barre lamentarà moltíssim.

### El pessebre vivent del Nadal català i les cançons tradicionals rosselloneses
Jordi Barre és sensible a la música popular i tradicional de Catalunya. L’any 1972, crea a Elna (Rosselló), el seu primer pessebre vivent en català. Ràpidament el porta a la capital del Rosselló amb el Fanal Sant Vicens de Perpinyà. Sempre amb el suport del seu amic Joan-Pere Lacombe Massot, farà del pessebre un esdeveniment únic que ningú es perdrà durant les festes de cap d’any a la Catalunya del Nord. Tot està constantment reelaborat, retocat, millorat, així la màgia del Nadal es compleix. Si al principi el pessebre té lloc dins les esglésies i catedrals del Departament, a partir del 1991 s‘estableix a l’església Sant Domènec de Perpinyà. Posteriorment, s'instal·la al Palau dels Reis de Mallorca. Aquest espectacle inspira fins i tot altres grups culturals catalans del país. Jordi Barre és també present per a l’Estudiantina d'Illa (Riberal, Rosselló), amb qui participa l’any 1985 al renaixement d’un altre pessebre, la Pastoral del Canonge Bonafont. Dirigeix la coral que igualment actua dins moltes esglésies del departament. Aquesta tradició segueix ben viva a Illa i Jordi Barre hi és per alguna cosa.
Aquestes nadales agraden i Joan-Pere Lacombe Massot té llavors la idea d’immortalitzar-les amb un CD titulat Nadal que es publica en 1992. «La primera edició de l’àlbum s'esgota abans del 25 de desembre». El disc inclou 16 cançons tradicionals del Nadal català com ara Salten i ballen, Sant Josep fa bugada, El desembre congelat, La nit de Nadal, Fum, Fum, Fum, així com dos cants més recents musicats per Jordi Barre: Balada de Nadal escrita pel príncep dels poetes catalans, Josep Carner i L’Escloper de Roger Campredon, un dels portadors de la tradició del pessebre vivent a Elna.
Jordi Barre mostra malgrat tot certes reticències a l’hora d’apropiar-se cançons populars. Tanmateix, per preservar aquest patrimoni popular excepcional, enregistra l’any 1996 Tradicionals, un àlbum amb 11 cançons tradicionals catalanes i algunes només del Rosselló. Joan del Riu, Lo Pardal, Les Minyones de Tuïr, Muntanyes del Canigó, La Titona i moltes més músiques del repertori nord-català apareixen en aquest CD. Això dit, l’acompanyament musical realitzat al sintetitzador no és apreciat per tothom. Al contrari, altres ho veuen com una modernització necessària per tal de reactualitzar-les.

### Les suites simfòniquesO MóniCamins d´Amor

#### O Món
Amb 76 anys, Jordi Barre no abandona res i decideix demostrar a tothom que la seva ambició musical no s'atura a Els hi fotrem, així es posa a compondre la música de O Món, un dels grans títols de Jordi Pere Cerdà. Decideix escriure una cantata i hi dedica el millor del seu talent, creant una obra sublim que el fa superar-se. Mostra que és més que un cantant i que el seu talent com a compositor i director d’orquestra no es pot negar. En 1996 actua a la nit d’obertura de les Estivales al Campo Santo, el Conjunt orquestral Perpinyà Llenguadoc-Rosselló, és reforçat pel Conjunt de Cambra de l’Empordà, creant una col·laboració transfronterera sense precedents, un dels seus somnis bojos es fa realitat aquella nit. Al llibret del CD O Món, Jordi Barre escriu "A Pere Cerdà li dec d’haver estimat i cantat la nostra llengua". El poeta li agraeix publicant un article admiratiu a la revista Conflent sobre el seu amic "L'escriptura simfònica de Barre s'identifica amb la sinceritat del meu text poètic". Malgrat els elogis i el triomf de la cantata, només es representarà per segona vegada el 10 d'octubre de 1996 al teatre municipal "Sala la Planeta" de Girona. No obstant això, l'espectacle sobreviurà gràcies a la gravació feta per Philippe Courtemanche durant la primera representació. L'espectacle també sobreviurà gràcies al CD. El llibret conté el conjunt del text de Jordi Pere Cerdà. O Món representa el punt culminant de la carrera de Jordi Barre i una obra mestra musical nord-catalana.

#### Camins d’Amor

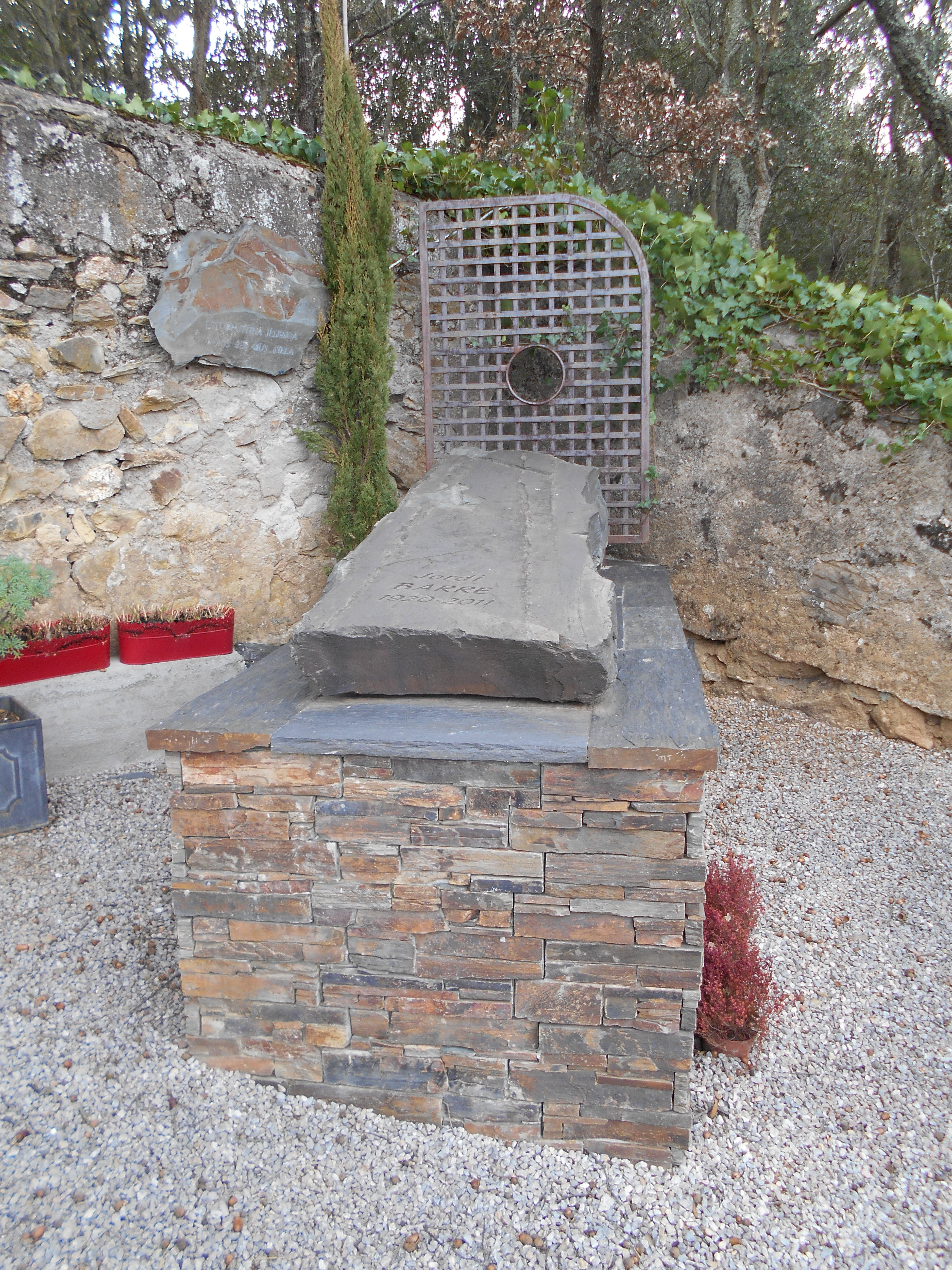
Tomba de Jordi Barre

En 2002, Jordi Barre s'embarca en la creació d’una suite simfònica titulada Camins d’Amor composta per sis poemes: Contempla el teu país, Vers la llum, L'Arbre, Tancant els ulls, País terra meva i Rosa dels vents. La creació dura més d’un any i veu el retorn de Joan Tocabens, que havia estat terriblement afectat per la mort de la seva dona Claudie. És una oda al País Català, està interpretada per Jordi Barre i Dalila Azzouz-Laborde, l’orquestra simfònica Canet Rosselló Mediterrània i la cobla Mil·lenària. La primera part de Camins d´Amor es compon de peces familiars i la segona de composicions completament noves. També participa al cant el seu vell amic i guitarrista Christian Laborde així com la seva dona Dalila Azzouz.Dalila ja havia participat en els discos Tradicionals, Tots els records i Infants de l’Univers. En 1991, Christian Laborde havia orquestrat les músiques de Lliure com el vent, un text de Jordi Barre. Les representacions de Camins d'Amor reuneixen totes les generacions de tots els horitzons, parlant al cor de vells i nous fans.

### Jordi Barre i Étienne Roda-Gil
Per consell dels seus familiars i amics, Jordi envia discos seus a Esteve Roda i Gil amb vista a una possible col·laboració. És l’any 2001 que Esteve Roda i Gil veu a Jordi Barre per primera vegada a l'escenari durant el concert de Festa Major a Argelers, i és en 2002 quan assisteix a Camins d’ Amor que decideix escriure per a ell. Esteve Roda i Gil, que no havia escrit mai en català, elabora dos textos que dona a Jordi Barre: Tinta Negra i Ànima no tinguis por que després graven a París.

## Discografia completa

### Àlbums
- 1963 — Canta Perpinyà (Senzill 45t)[7]
- 1964 — Vaig escoltant (Senzill 45t)[7]
- 1972 — La Mata de Jonc (Senzill 45t)[7]
- 1977 — El fanal canta (LP 33t, amb el Fanal Sant Vicens de Perpinyà)[7]
- 1979 — El xiprer verd (LP 33t)[7]
- 1979 — Pa amb oli (LP 33t, amb el grup Pa Amb Oli)[7]
- 1981 — La nit on vam fugir (LP 33t)[7]
- 1982 — Tant com me quedarà (LP 33t, Disc d'Or)[7]
- 1983 — Spécial Olympia: Cotlliure serà sempre Cotlliure (Senzill 45t)[7]
- 1984 — Si t'en vas (LP 33t)[7]
- 1984 — El vi del Rosselló (Senzill 45t)[7]
- 1988 — Així em parla el vent (Primer CD produït per un artista de la Catalunya del Nord)[7]
- 1989 — Angelets de la Terra (K7, vídeo K7 espectacle)[7]
- 1990 — Amb la Força de l'Amor (compilació doble CD)[7]
- 1990 — Lliure com el vent (K7, conte musical)[7]
- 1991 — Amb la Força de l'Amor (vídeo K7, concert en directe)[7]
- 1991 — Odyssud 91 (CD)[7]
- 1992 — Nadal (K7, CD)[7]
- 1993 — Els reis de Mallorca (K7, CD)[7]
- 1993 — Angelets de la Terra (CD)[7]
- 1995 — Porta ben alt el teu somriure (CD)[7]
- 1996 — Cantata O món (CD, vídeo K7 espectacle)[7]
- 1996 — Jordi Barre, 30 anys de cançó a l'Espai (doble CD, concert enregistrat en directe a l'Espai de Barcelona l'any 1994)[7]
- 1996 — Tradicionals (CD)[8]
- 1998 — Tots els records (compilació doble CD)[9]
- 1999 — Despleguem les banderes (Senzill CD)[10]
- 2000 — Infants de l'univers (CD, conte musical)[7]
- 2001 — Lliure com el vent (CD)[7]
- 2003 — Camins d'amor (CD)[11]
- 2004 — Dona (CD)[12]
- 2005 — Jordi Barre Live (DVD)[13]
- 2006 — Parlem català (Senzill CD)[14]
- 2007 — Angelets de la Terra (DVD, digitalització K7)[15]
- 2007 — Amb la Força de l'Amor (DVD, digitalització K7)[16]
- 2007 — O món (DVD, digitalització K7)[17]
- 2007 — Pessebre vivent del Rosselló (DVD, digitalització K7)[18]
- 2008 — Sóc (CD)[19]
- 2009 — Jordi Barre canta Joan Tocabens (CD)[20]
- 2010 — Per molts anys (CD)[21]
- 2010 — Pessebre vivent del Rosselló (Llibre i CD)[22]
- 2010 — Més enllà de ser (Senzill CD)[23]
- 2011 — Una vida de llum (compilació, 3 CDS)[24]

## Jordi Barre i la seva música en la cultura moderna

### "Els hi fotrem"
Una de les seves cançons més populars és "Els hi fotrem", una cançó composta el 1979. Aquesta peça musical s'ha traduït a diversos idiomes i ha arribat a popularitzar-se tant que en molts llocs es considera autòctona. Va ser l'himne oficial de l'equip de rugbi de l'USAP de Perpinyà.

### "Tant com me quedarà"
La cançó "Tant com me quedarà" va ser interpretada a l'edició francesa del The Voice Kids, del 2020 per Maxime Cayuela, un nen de nou anys de Perpinyà. Va ser especialment avalat per un dels membres del jurat, el també cantant nord-català Kendji Girac.

### 100 anys amb Jordi Barre
L'any 2020 marca el centenari del naixement del cantautor rossellonès.